# Faro de Punta La Entallada
El faro de La Entallada (o de Punta Lantailla) es un faro situado en la isla de Fuerteventura (Islas Canarias, España) que se encarga de balizar para la navegación marítima las costas del este de la isla, en la franja de litoral que abarca desde la zona cubierta por el faro del Puerto del Rosario, al norte, y el faro de Morro Jable, ubicado al sur. El faro está justamente emplazado en el extremo del archipiélago más próximo al Cabo Juby, situado en las costas vecinas de África, señalizando el canal que se forma entre ambas costas, de gran tráfico marítimo.

## El faro
Está constituido por una torre cuadrangular de 11 metros de altura, sobre edificio de una planta.

## Obras y equipamiento
El faro fue levantado entre los años cuarenta y principio de los cincuenta del siglo XX, entrando en servicio en la noche del 3 de diciembre de 1954. Fue uno de los últimos grandes faros que se edificaron en Canarias destinado a ser habitado.